# Дёрдйол Второй
Дёрдйо́л Второй (азерб. İkinci Dördyol) — посёлок в Агдамском районе Азербайджана.

## История
Основан постановлением Милли Меджлиса Азербайджана от 6 октября 2007 года "О изменениях в административном делении Агдамского района". С этого же дня входит в Тазакендский муниципалитет.

## География
Неподалёку от посёлка протекает река Талейарх.
Село находится в 28 км от райцентра Агдам, в 17 км от временного райцентра Кузанлы и в 314 км от Баку. Ближайшая ж/д станция — Тазакенд.
Высота посёлка над уровнем моря — 252 м.

## Население
| Численность населения |
| 2016                  |
| --------------------- |
| 0                     |

Посёлок основан для беженцев. Постоянного населения не имеет.

## Климат
В селе холодный семиаридный климат.